# Feliks Więcek

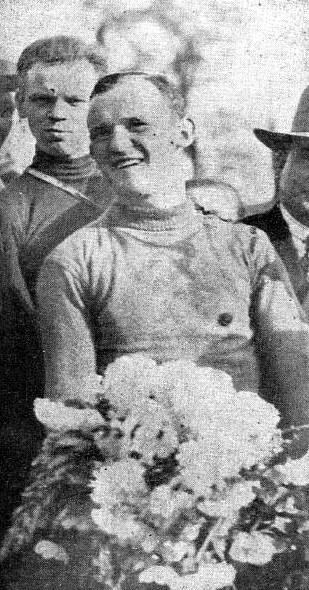
Feliks Więcek (1928)

Feliks Więcek (* 10. November 1904 in Ignaców (Ostrzeszów); † 17. August 1978 in Łódź) war ein polnischer Radrennfahrer.

## Sportliche Laufbahn
Więcek war Straßenradsportler. Er siegte 1928 in der Polen-Rundfahrt vor Wiktor Olecki. Dabei gewann er die 2. bis 7. Etappe in Serie. Es war die erste Austragung der Polen-Rundfahrt. 1929 belegte er den 4. Platz.
1930 gewann er das Rennen zum polnischen Meer und 1932 das Rennen Krakau–Katowice–Krakau.

## Berufliches
Er arbeitete als Metzgergeselle in Bydgoszcz.